# Ancones (San Germán)
Ancones es un barrio ubicado en el municipio de San Germán en el estado libre asociado de Puerto Rico. En el Censo de 2010 tenía una población de 1386 habitantes y una densidad poblacional de 363,79 personas por km².

## Geografía
Ancones se encuentra ubicado en las coordenadas 18°4′14″N 67°2′49″O / 18.07056, -67.04694. Según la Oficina del Censo de los Estados Unidos, Ancones tiene una superficie total de 3.81 km², que corresponden a tierra firme.

## Demografía
Según el censo de 2010, había 1386 personas residiendo en Ancones. La densidad de población era de 363,79 hab./km². De los 1386 habitantes, Ancones estaba compuesto por el 88.6% blancos, el 4.18% eran afroamericanos, el 0.14% eran amerindios, el 0.07% eran asiáticos, el 5.34% eran de otras razas y el 1.66% pertenecían a dos o más razas. Del total de la población el 99.57% eran hispanos o latinos de cualquier raza.